# Libro de condolencias

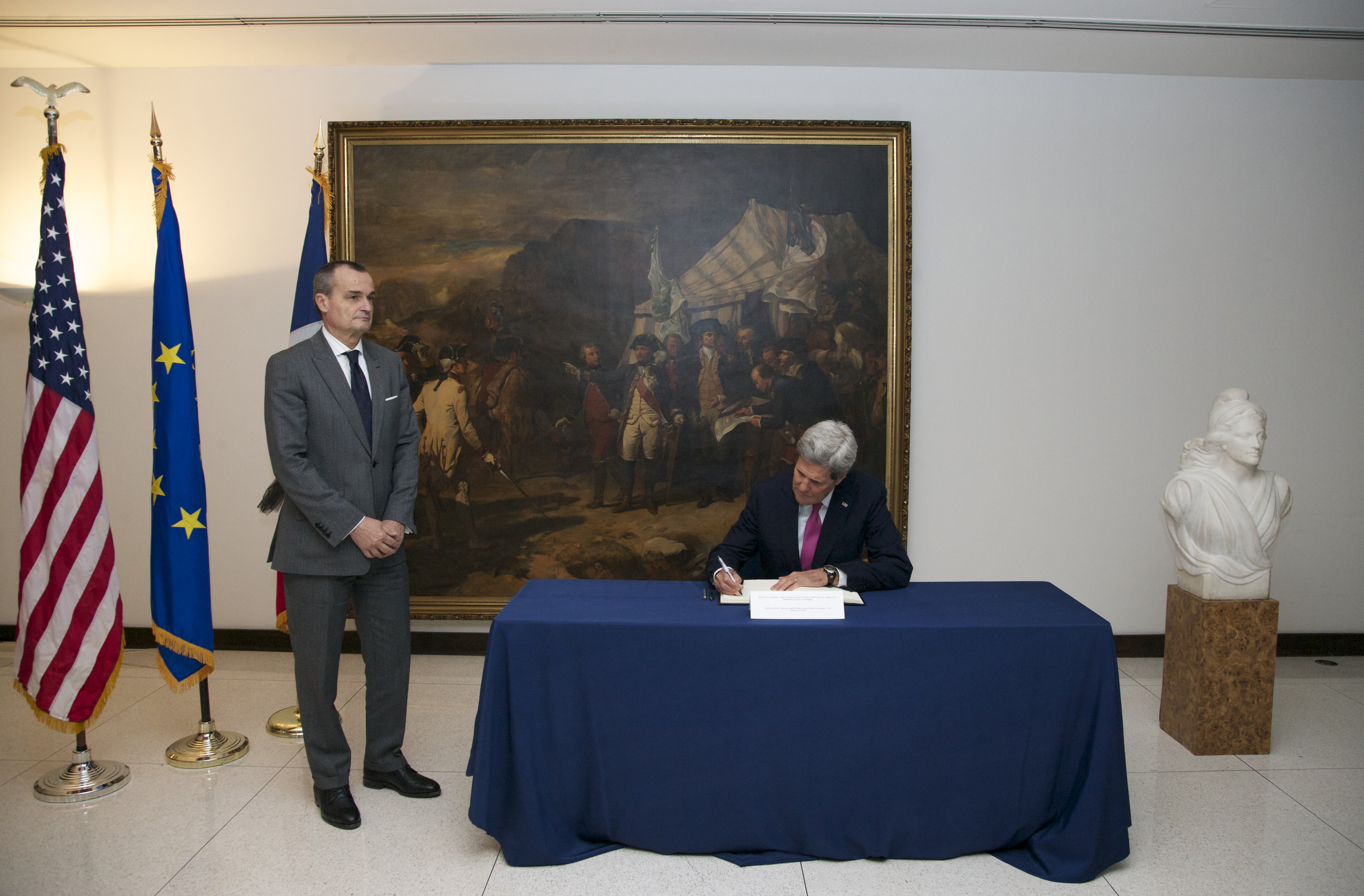
El Secretario de Estado John Kerry firma el libro de condolencias por el ataque terrorista en París, en la embajada de Francia en Washington D. C., 9 de enero de 2015.

Un libro de condolencias es un libro de páginas en blanco colocado en los funerales o servicios exequiales, con la finalidad de que los asistentes coloquen sus palabras de honra, tributo y/o recuerdos con referencia al fallecido, y/o palabras de condolencias o pésame para los familiares del que murió.
Sirve también para llevar un registro de los asistentes al velorio o actos relacionados, a efectos de luego poder agradecerles su apoyo a través del envío de tarjetas de agradecimiento; esta práctica o costumbre, más bien de carácter protocolario-social, se ha perdido entre las nuevas generaciones.
En casos de fallecimientos de personas reconocidas a nivel nacional e internacional, y muy especialmente en casos de fallecimientos múltiples provocados por accidentes o atentados, naturalmente el número de expresiones de condolencia se dispara; ejemplos de ello se expresan en las siguientes referencias:
Los libros de condolencias junto a otros ceremoniales y prácticas ligados con los decesos, por cierto varían según se pasa de una comunidad a otra, y están muy influidos por las respectivas creencias religiosas y filosóficas.

## Registros de condolencias en línea
Continuadamente, Internet nos muestra cantidad de servicios nuevos en línea, y claro, los aspectos sociales-protocolares vinculados con los « duelos y desgracias », no podían estar ausentes. Testimonios de apoyo y solidaridad ante adversidades o pérdidas afectivas, son frecuentes en las redes sociales, y tampoco faltan registros de condolencias en línea, páginas de obituarios o avisos fúnebres (véase por ejemplo el sitio digital 'inmemoriam.be').
Con varios miles de visitantes y alrededor de 3 000 mensajes de condolencia por día, inmemoriam.be es un sitio digital belga de publicación de avisos de fallecimientos, bastante conocido y utilizado, lo que hace de él uno de los servicios de « recordatorios en línea » de personas fallecidas, al que se puede recurrir. Allí, amigos y familiares incluso pueden agregar fotos o vídeos en las diferentes entradas, con el fin de completar las informaciones sobre vidas y obras de quienes allí son recordados.
Personalizar las propias opiniones en Facebook en relación con las víctimas de un atentado terrorista, o a los perjudicados por un desastre natural, en algún sentido puede servir de consuelo a los sufrientes, expresando sentimientos y ofrecimientos de solidaridad y apoyo, más allá de los que generalmente se sienten y expresan por personas conocidas. Y otro tanto también acontece con fallecimientos por muerte natural o como fruto de un accidente.
Como parte de la cultura de Internet, el «duelo en línea» es una realidad que ya existe, y que convoca e interesa cada vez a más personas. Hoy día, cuando alguien fallece, y especialmente cuando este desenlace es inesperado, en forma inconsciente o por el contrario intencionada y planificadamente, con frecuencia se crea una plataforma en línea, informal u organizada, en donde los más próximos al fallecido y sus familiares en duelo, pueden encontrar momentos de paz y de recogimiento a través de las diversas expresiones vertidas y las numerosas muestras de afecto y solidaridad. Asimismo, algunas instituciones han habilitado libros de condolencias virtuales, donde los dolientes expresan sus sentimientos para con el difunto.
Es común en algunos países que al contratar la publicación de una condolencia en un periódico esta también sea publicada en línea, pueden ser consultadas a través del portal de cada sitio.